# 迈克·特拉诺瓦
迈克·塞尔吉奥·泰拉诺瓦（德語：Mike Sergio Terranova；1976年11月17日—）是一名意大利裔德国退役足球运动员，司职前锋。他是红白奥伯豪森足球俱乐部的主教练。